# Független film
Független filmnek nevezik az Amerikai Egyesült Államokban azokat a filmalkotásokat, amelyek a hollywoodi filmstúdióktól függetlenül készülnek. Alkotóik ennek megfelelően általában jóval alacsonyabb költségvetéssel is dolgoznak. A hangsúlyt a színészi játék, rendezés, operatőri munka és forgatókönyv magas szakmai színvonalára, a kreativitásra és újító szellemre helyezik. A filmkészítéshez szükséges pénzt szponzorok támogatásából teremtik elő. A szponzorok lehetnek a hollywoodi filmstúdiók is, amelyeknek azonban nincs közvetlen beleszólásuk ezeknek a filmeknek az elkészítésébe. A független filmek alacsony költségvetésüknek köszönhetően siker esetén a költségeket messze meghaladó nyereséget hoznak, míg bukás esetén csak minimális a veszteség. A filmstúdiók ezért ma már az ilyen filmek tucatjait is szponzorálják egyidejűleg a nagy költségvetésű saját produkcióik mellett.

## A független film klasszikusai
A független film első nagy korszaka a 60-as években volt. A leghíresebb Dennis Hopper Szelíd motorosok című filmje volt, amely egy egész nemzedék jelképe lett. A film igen szerény költségvetésből készült, Jack Nicholson korai filmszerepei közé tartozik, melyet a magyar emigráns operatőr, Kovács László fényképezett.
Kisebb hullámvölgyek után a független film az 1980-as évektől új erőre kapott. Ebben meghatározó szerepet játszott Jim Jarmusch, akinek egész filmművészete a független film égisze alatt született. Első nagy sikere az 1984-ben készült Florida, a paradicsom volt, amely azóta is a modern amerikai filmművészet egyik legnagyobb hatású alkotása. A film abszurd vígjáték egy magyar származású amerikai emigráns hétköznapi kalandjairól az amerikai barátjával és az Amerikába látogató magyar unokahúgával. A helyszín Florida és részben Budapest is. A film a mai amerikaiak gyökértelenségét fejezi ki. A zenéje is nagy sikert aratott. A szereplők hétköznapi emberekként önmagukat adják, különösen emlékezetes a magyar származású színésznő, Bálint Eszter alakja.

## A független film mai fénykora
A 80-as évek végén és a 90-es évek elején sorra tűntek fel a független film újabb nagy tehetségei, Quentin Tarantino a nagy közönségsikert arató Ponyvaregény című filmjével, Steven Soderbergh a Szex, hazugság és videóval, Spike Lee pedig a Szemet szemért című alkotással. Mindegyikükre jellemző az újító szellem, amivel valamennyi hollywoodi filmkészítési hagyományt felrúgják, vagy görbe tükröt tartanak Hollywood elé. A független filmesek munkájához folyamatos anyagi hátteret jelent, hogy az első nagy sikerű filmjeik az amerikai populáris kultúra részei lettek, és folyamatos az érdeklődés irántuk, ami a kezdeti siker nyeresége után is folyamatos bevételt jelent. Így mára a független filmiparnak egyfajta szilárd helyzete alakult ki, és jelentős befolyást gyakorol az egész amerikai filmművészetre.